# Škofič
Škofič je priimek več znanih Slovencev:
- Danilo Škofič (1936—2019), fotograf
- Denis Škofič (*1985), pesnik, pisatelj, literarni kritik in urednik
- Eva Škofič Maurer (*1968), klovnesa in pisateljica
- Franc Škofič (1848—1892), pravnik, dramatik in publicist
- Herman Škofič (1927—1970), urednik, novinar
- Lučka Toš (r. Škofič) (1933—2004), zdravnica anesteziologinja
- Milko Škofič/Milko Skofic (1919—?), zdravnik, igralec in producent, 1949–71 mož igralke Gine Lollobrigide